# Frankovci
Izraz frankovci ↓1 u hrvatskoj političkoj povijesti od kraja 19. stoljeća označava pravaše (hrvatske nacionaliste), okupljene oko Čiste stranke prava kojima je vođa bio Josip Frank.
Koristio se od početka 1890-ih godina za frakciju Stranke prava, kojoj je na čelu bio Josip Frank. Godine 1895. oni se odcjepljuju i osnivaju Čistu stranku prava, za koje se koristi i naziv "frankovci". Frankova je orijentacija čvrsta suradnja s Bečkim dvorom, da bi se, nasuprot Mađarima, ostvarili hrvatski nacionalni interesi u okviru Habsburške Monarhije. U toj orijentaciji Srbi se pojavljuju kao neprijatelji, i frankovci vode kampanju protiv Srbije i svih zastupnika jugoslavenstva, odnosno suradnje Srba i Hrvata protiv Monarhije. Obično negiraju da Srbi kao narod na području van Srbije mogu postojati. Oštro se sukobljuju s Hrvatsko-srpskom koalicijom, koja je u razdoblju između 1906. i 1918. godine većinska snaga u Saboru Hrvatske i Slavonije.

U Srbiji u to vrijeme gotovo svi politički lideri govore samo o "oslobođenju" i "ujedinjenju" srpskih zemalja. Mnogi negiraju postojanje Hrvata, srbijanski časopis Slovenski jug, koji zastupa savezništvo Srba, Bugara, Crnogoraca i Hrvata, naziva ih 1911. godine "srpski frankovci". 
Nakon osnivanja Kraljevstva Srba, Hrvata i Slovenaca obnovljena Hrvatska stranka prava prosvjeduje protiv nelegalnog načina ujedinjenja i ustraje na samostalnosti hrvatske države. (Ranija Hrvatska stranka prava, 1903. – 1918., bila je članica Koalicije i odigrala važnu ulogu u stvaranju Kraljevstva SHS.) Oni sada postaju poznati kao "frankovci". Ta je stranka prestala djelovati nakon uvođenja Šestosiječanjske diktature i njezino djelovanje kasnije nije obnovljeno. Neki članovi, poput Ante Pavelića, odlučuju se na ilegalno i nasilno djelovanje.
Termin "frankovci" počeo se koristiti za sve radikalne hrvatske nacionaliste, pa tako i za članove i simpatizere Ustaškog pokreta. Frankovci inzistiraju na samostalnoj Hrvatskoj i neprijateljstvu prema Srbima, nasuprot umjerenim nacionalistima koji uglavnom prihvaćaju koncepcije Hrvatske seljačke stranke, spremne na kompromis, kako sa Srbima na području Hrvatske (Prečani; vidi članak Seljačko-demokratska koalicija), tako i sa Srbijancima (vidi članak Federalistički blok).
Za vrijeme socijalističke Jugoslavije, 1945. – 1990., a u velikosrpskoj propagandi ponekad i danas, termin se često koristio gotovo kao sinonim za ustaše, a s druge strane i za sve pravaše, implicirajući da svi hrvatski nacionalisti od sredine 19. stoljeća snose krivicu za ustaške zločine u NDH.